# Olphert Stanfield
Olphert Stanfield (Hillsborough, 26 febbraio 1869 – 13 marzo 1952) è stato un calciatore nordirlandese, di ruolo attaccante.

## Palmarès

### Club

#### Competizioni nazionali
- Campionato nordirlandese: 1

Distillery: 1895–1896
- Irish Cup: 3

Distillery: 1888-1889, 1893-1894, 1895-1896